# Лопшеньгское сельское поселение
Лопшеньгское сельское поселение или муниципальное образование «Лопшеньгское» (2004–2015)— упразднённое муниципальное образование со статусом сельского поселения в составе Приморского муниципального района Архангельской области России.
Соответствовало прежней административно-территориальной единице в Приморском районе — Лопшенгскому сельсовету.
Административным центром была деревня Лопшеньга. Адрес: 163554, Архангельская область, Приморский район, деревня Лопшеньга, ул. Советская, д.42.

## География
Лопшеньгское поселение находилось на Летнем берегу Онежского полуострова, на северо-западе Архангельской области. Граничило с Летне-Золотицким сельским поселением на западе и с Пертоминским сельским поселением на востоке.

## История
Муниципальное образование было образовано согласно Закону Архангельской области от 23 сентября 2004 года № 258-внеоч.-ОЗ.
В 2015 году сельское поселение было упразднено, а его деревни вошли в состав Пертоминского сельского поселения согласно Закону Архангельской области от 28 мая 2015 года № 289-17-ОЗ.
Люди начали обживать эти территории со времён каменного века, о чём свидетельствуют археологические находки мест стоянок древнего человека. Раскопки поселений периодически проводились, начиная с XIX века, учёными Брюсовым, Ревой, Куратовым, Едовиным и другими.

## Население
| 2007 | 2010 | 2011 | 2012 | 2013 | 2014 | 2015 |
| ---- | ---- | ---- | ---- | ---- | ---- | ---- |
| 404  | ↘328 | ↘327 | ↘299 | ↘294 | ↘273 | ↘267 |

## Состав
В состав Лопшеньгского сельского поселения входили населённые пункты (деревни):
- д. Лопшеньга
- д. Яреньга

## Комментарии
1. ↑  По данным ГУПАО "Земкадастр" по состоянию на 2005 год.[3]
2. ↑  Согласно статье 23.1 закона «О статусе и границах муниципальных образований Архангельской области»[1], введённой областным законом от 19 апреля 2007 года № 351-17-ОЗ[5] и исключённой на основании областного закона от 30 сентября 2019 года № 135-10-ОЗ[6] — «наименование муниципального образования определяется в уставе муниципального образования и должно состоять из словосочетания «муниципальное образование» и собственного наименования муниципального образования. При использовании в правовых актах Архангельской области наименований муниципальных образований, предусмотренных главой II настоящего закона, равнозначными считаются:

1) собственное наименование городского округа, городского поселения, сельского поселения со словосочетанием соответственно «городской округ», «городское поселение», «сельское поселение» и собственное наименование городского округа, городского поселения, сельского поселения со словосочетанием «муниципальное образование»;

2) собственное наименование муниципального района со словосочетанием «муниципальное образование» и собственное наименование муниципального района без такового.

3. При использовании наименований городских и сельских поселений обязательно указание собственного наименования муниципального района, на территории которого находится соответствующее поселение.»
3. ↑  Согласно уставу МО «Лопшеньгское», «Наименование «муниципальное образование «Лопшеньгское», «Лопшеньгское муниципальное образование», «Лопшеньгское сельское поселение», «МО «Лопшеньгское» в тексте Устава муниципального образования «Лопшеньгское» и в иных муниципальных правовых актах муниципального образования «Лопшеньгское» равнозначны.»

### Карты
- Топографическая карта Q-37-25_26.